# Claudin

Claudin là một họ protein, cùng với occludin tham gia cấu trúc nên dải bịt (occludentes zonulae). Dải bịt thiết lập hàng rào giữa các tế bào ở phía màng bên nhằm kiểm soát dòng chảy các phân tử ở khoảng gian bào biểu mô. Chúng có bốn miền xuyên màng, với đầu N và đầu C trong bào tương.

## Cấu trúc
Claudin là những protein xuyên màng nhỏ (20–27 kilodalton (kDa)) tồn tại trong nhiều sinh vật, từ ngành Giun tròn đến loài người. Claudin chui qua chui vào màng tế bào 4 lần, đầu tận N và đầu tận C đều nằm trong bào tương. Có hai vòng (loop) ở ngoại bào: vòng đầu tiên chứa 53 amino acid và vòng thứ hai chứa 24 amino acid. Đầu tận N thường rất ngắn (4–10 amino acid), đầu cuối C có độ dài thay đổi từ 21 đến 63 amino acid, cần thiết cho việc định vị các protein này trong dải bịt. Người ta nghi ngờ rằng amino acid cystein của claudin riêng lẻ tạo thành liên kết disulfide. Tất cả các claudin của người (ngoại trừ Claudin 12) đều có miền cho phép protein liên kết với miền PDZ của protein cấu trúc tạm thời (scaffold protein).thuật ngữ lấy từ: 

## Lịch sử
Claudin được nhà nghiên cứu Nhật Bản Mikio Furuse và Shoichiro Tsukita tại Đại học Kyoto đặt tên như vậy vào năm 1998. Tên claudin xuất phát từ tiếng Latin claudere ("đóng"), chỉ vai trò protein như một "hàng rào".
Gần đây xuất hiện bằng chứng liên quan đến cấu trúc và chức năng của protein họ claudin bằng cách áp dụng kỹ thuật proteomics.

## Gen
- CLDN1, CLDN2, CLDN3, CLDN4, CLDN5, CLDN6, CLDN7, CLDN8, CLDN9, CLDN10, CLDN11, CLDN12, CLDN13, CLDN14, CLDN15, CLDN16, CLDN17, CLDN18, CLDN19, CLDN20, CLDN21, CLDN22, CLDN23

## Hình ảnh bổ sung

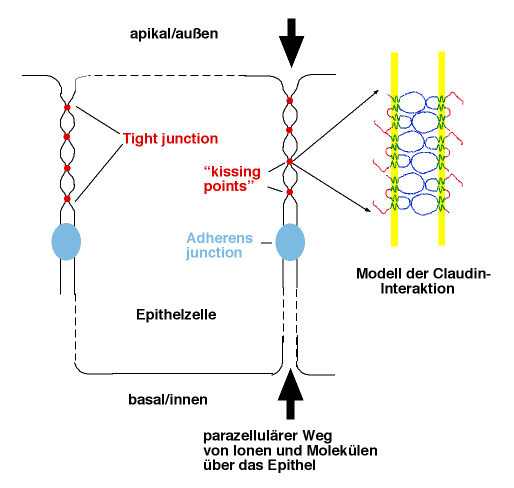
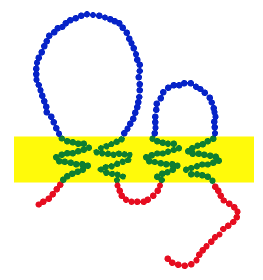
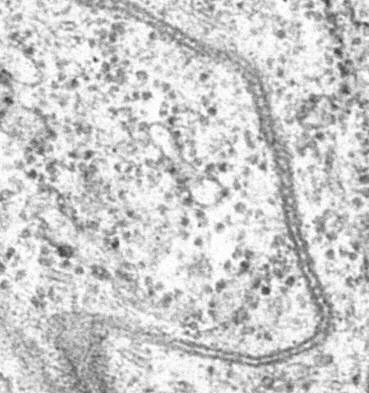
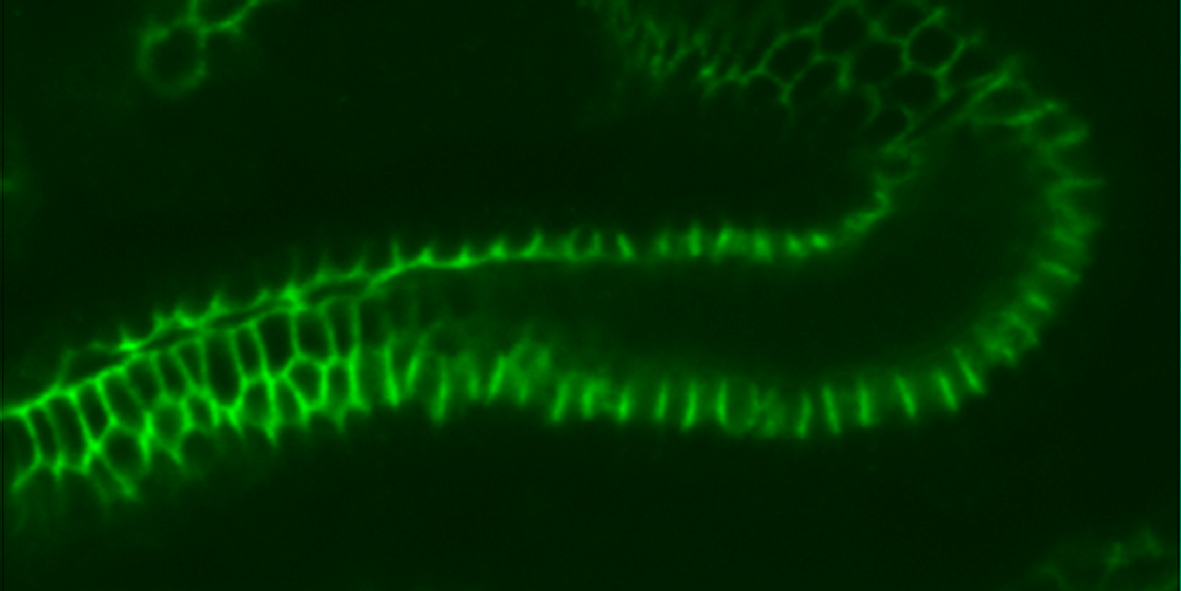